# Reynaldo Uy
Reynaldo S. Uy (Calbayog, 28 oktober 1951 - Tacloban, 1 mei 2011) was een Filipijns politicus. Uy begon zijn politieke loopbaan als viceburgemeester van zijn geboorteplaats Calbayog. In 1992 werd hij voor de eerste maal gekozen tot burgemeester van die plaats. Na zijn derde en laatste termijn volgden drie termijnen als afgevaardigde van het 1e kiesdistrict van de provincie Samar. Bij de verkiezingen van 2010 werd hij opnieuw gekozen tot burgemeester van Calbayog. Op 30 april 2011 werd Uy 's avonds neergeschoten op een bijeenkomst in Hinabangan. Hij overleed de volgende ochtend in het Divine Word Hospital in Tacloban.